# Epitrahilj
Epitrahilj (petrahil, petrahilj; epi + grč. trákhēlos: vrat), dio odežde pravoslavnog svećenika i episkopa pod felonom, tj. ispod rize; duža široka, križevima izvezena vrpca s izrezom za glavu (odgovara stoli u katoličanstvu);  stavlja se oko vrata i pruža do dolje. Epitrahilj simbolizira blagodat Sv. Duha koji se nizašilja na svećenika; i slično tome kako je sam Isus Krist na svojim ramenima nosio križ do stradanja, tako postupa i jerej, vršeći tajnu stradanja njegovog.
Bez epitrahilja jerej ne smije vršiti ni jednu službu. Ako se neka služba mora vršiti, ili pak molitva, ili krštenje, ili neka druga svećenička molitva, a epitrahilja nema, onda vršenje tajne ne treba odlagati. Tada će jerej uzeti pojas ili komad užeta, ili nekakvo platno i, blagoslovivši ga, staviti ga kao epitrahilj i izvršiti službu. Poslije se takva stvar više ne može smatrati za običnu, već se mora koristiti kao posvećena.